# Vachellia pringlei
Vachellia pringlei (Rose) Seigler & Ebingeres es el nombre científico actualmente utilizado para Acacia pringlei es una especie que pertenece a la familia Fabaceae, algunos de sus nombres comunes son: huamuche, quebracho, quebrache. Esta es una especie endémica de México.

## Clasificación y descripción
Es un árbol que crece hasta 10 m de alto, con un diámetro hasta de 70 cm, el tronco es derecho o ligeramente acanalado, presenta una copa redondeada y densa. Las ramas jóvenes presentan un par de espinas de 3 a 3.5 cm de largo en la base. Las hojas son compuestas, dispuestas en espiral, aglomeradas; presentan yemas de aproximadamente 2 mm de largo, esta es obtusas rodeada por estípulas pubescentes de hasta 7.5 mm de largo. El pecíolo mide de (0.3-) 0.5-1.5 cm de largo, es glabro o hispído con una glándula peciolar circular; se compone por un par de folíolos primarios opuestos, cada folíolo está compuesto por 2 a 3 pares de folíolos secundarios opuestos sésiles, el primer par de pinnas mide de 2.5-7.5 cm de largo, raquilla (pina raquis) 0.5-3.0 cm de largo; las pinas de los folíolos secundarios miden (0,8-) 1,0-4,5 cm de largo, (0,5-) 1,0-2,5 cm de ancho, obovados, anchamente elípticos, a veces asimétricos, con el margen entero, ápice obtuso, redondeado; haz verde oscuro y brillante, envés verde grisáceo, raquis ligeramente alado; la vena principal excéntrica. Las flores se encuentran en espigas axilares hasta de 6 cm de largo, glabras, cada espiga está sostenida en la base por una bráctea pequeña de 1 a 1.5 mm largo, asimétricamente peltada, estrigulosa, fugaz; el cáliz de las flores es tubular, 5-lobado en 1/4 de su largo, peloso; la corola es de color crema amarillenta de 2 a 2.5 mm de largo, infundibuliforme, 5-lobada, con los lóbulos patentes; estambres con anteras con una glándula estipitada; ovario cerca 0,75 mm de largo, glabro, estipitado, el estípite 0,5 mm de largo, anillo que rodea al ovario ausente. Los frutos son vainas de 10 a 20 cm de largo por 3 a 5 mm de ancho, aplanadas, ligeramente curvada y constricta entre las semillas, glabra, algunas veces viscida, dehiscente, las valvas cartáceas, es de color pardo claro, sin márgenes evidentes, la base aguda, estipitada, el estípite hasta 1,4 cm de largo, el ápice agudo. Presenta de 10 a 15 semillas de 8,5-9,5 mm de largo, 4-5 mm de ancho, 1,5-2,0 mm de grueso, angostamente elipsoides, pardo oscuro, sin arilo.

## Distribución y hábitat
Esta especie se encuentra en la selvas bajas caducifolias espinosas o subespinosa, frecuentemente asociados con cactáceas columnares, por lo general en sitios riparios. En altitudes de 0-1150 m s. n. m. En México, se distribuye en los estados de Michoacán, Oaxaca, Chiapas, Tamaulipas, San Luis Potosí, Puebla, Veracruz y Yucatán.

## Usos
Combustible; como carbón; como pegamento, la goma que exuda el tronco (Puebla).